# Hotel Estebanito (Capbreton)
 (octobre 2024).
L'hôtel Estebanito est un ancien établissement hôtelier, jadis situé sur la commune de Capbreton, dans le département français des Landes. Il est de nos jours disparu.

## Présentation
Il a été construit par Étienne Bernadet qui était le fils du propriétaire du fronton de Capbreton. Quand il était jeune, il était un ami du joueur de pelote basque Chiquito de Cambo. Pendant ses parties, celui-ci lui confiait sa bague et le surnommait Estebanito.
L'hôtel est détruit en 2024 avec tout le pâté de maisons pour laisser la place à une résidence d'habitations.